# Geokichla peronii
El zorzal de Timor (Geokichla peronii) es una especie de ave paseriforme de la familia Turdidae endémica de las islas menores de la Sonda orientales.

## Distribución y hábitat
Se encuentra únicamente en las islas Barat Daya, Timor y Roti, ubicadas en el este de las islas menores de la Sonda. Su hábitat natural son los bosques tropicales isleños. Está amenazado por la pérdida de hábitat.